# Strada maestra M10 (Bielorussia)
La strada M10 (in bielorusso Магістраль М10?, Mahistral' M10; in russo Магистраль М10?, Magistral' M10) è una strada maestra della Bielorussia, che inizia alla frontiera russa e, dopo aver toccato i principali centri abitati della Polesia, s'immette nella M1 presso la cittadina di Kobryn, nel sud-ovest del paese.